# MIAT Mongolian Airlines
MIAT Mongolian Airlines (tiếng Mông Cổ: Монголын Иргэний Агаарын Тээвэр, Mongolyn Irgenii Agaaryn Teever (MIAT), (vận chuyển hàng không dân dụng Mông Cổ) là hãng hàng không quốc gia Mông Cổ có trụ sở ở tòa nhà MIAT ở thủ đô Mông Cổ Ulaanbaatar Hãng này có căn cứ hoạt động tại sân bay quốc tế Thành Cát Tư Hãn ở Sergelen, Töv gần thành phố Ulaanbaatar.

## Lịch sử

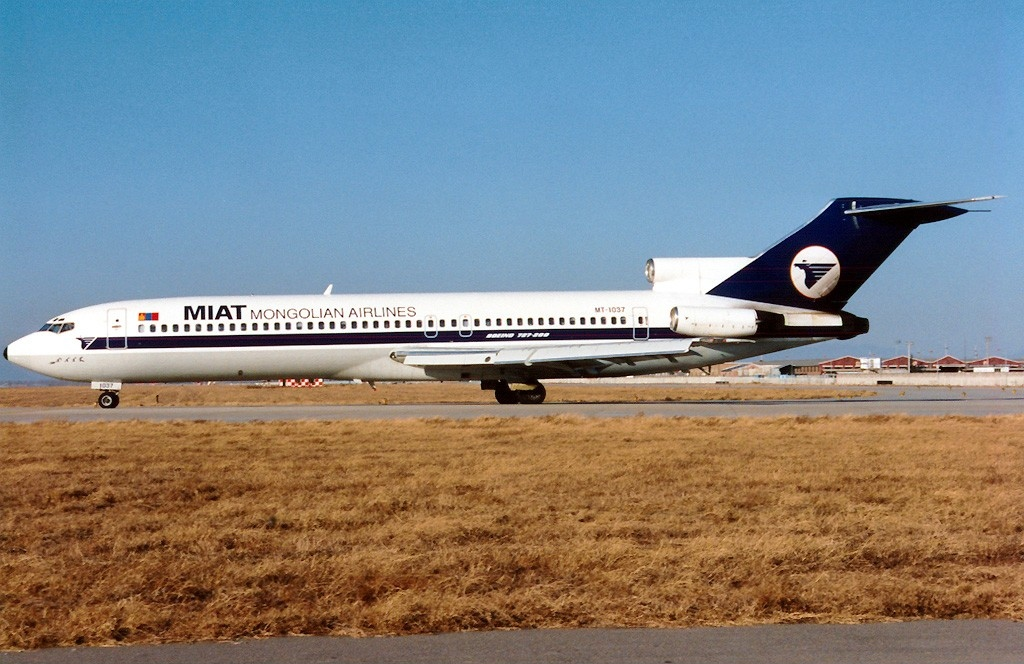
Một chiếc Boeing 727-200 cũ của MIAT ở Bắc Kinh năm 1995

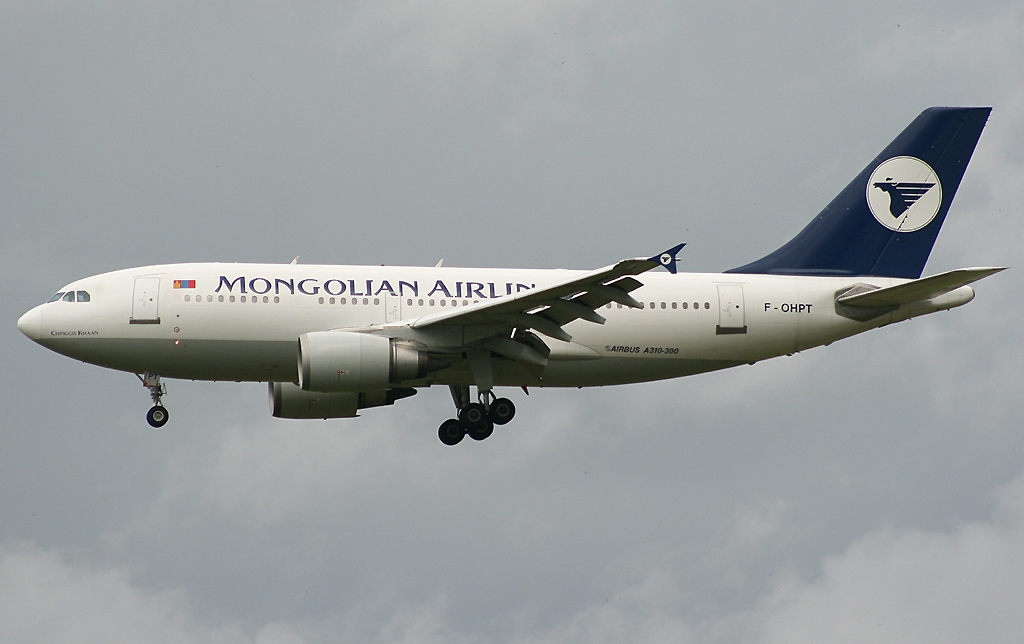
Một chiếc Airbus A310-300 cũ của MIAT tại Moscow năm 2007

### Nền tảng
Sự khởi đầu của ngành hàng không ở Mông Cổ được cho là vào ngày 25 tháng 5 năm 1925, khi một chiếc Junkers F 13 do Liên Xô tặng cho Cộng hòa Nhân dân Mông Cổ hạ cánh xuống Ulaanbaatar. Năm 1946, Cục Vận tải Hàng không Dân dụng (tiếng Mông Cổ: Иргэний агаарын тээврийн тасаг) bắt đầu hoạt động với 8 máy bay. Nó đã thực hiện các chuyến bay thẳng từ Ulaanbaatar đến các tỉnh lân cận Selenge, Bulgan, Arkhangai, Övörkhangai, Khentii, Sükhbaatar, Dornod và thực hiện các chuyến bay thuê chuyến và vận chuyển đường hàng không theo lịch trình đến các tỉnh bị cô lập hơn.

### Dịch vụ thường xuyên
Lứa phi hành đoàn Mông Cổ đầu tiên tham gia hoạt động của Antonov An-2 được gửi đến Irkutsk để đào tạo vào năm 1955, tốt nghiệp vào năm sau và mở đường cho các dịch vụ nội địa thường xuyên. Các chuyến bay thường xuyên bắt đầu vào ngày 7 tháng 7 năm 1956 bằng máy bay Antonov An-2 từ Ulaanbaatar đến Irkutsk. Ilyushin Il-14 được đưa vào sử dụng năm 1957, và đến năm 1958, MIAT đã có một đội bay gồm 14 máy bay Antonov An-2 và bảy máy bay Ilyushin Il-14.
Máy bay cánh quạt tua bin Antonov An-24 đầu tiên được tiếp nhận vào năm 1964. Máy bay cánh quạt tua bin đôi An-26 cũng được tiếp nhận trong thời kỳ này.
Đến năm 1970, hãng hàng không này đã cung cấp dịch vụ đến 130 sân bay riêng biệt trong cả nước, với 4-6 chuyến bay một tuần từ Ulaanbaatar đến các trung tâm tỉnh (chiếm 70% lượng hành khách) và 2-3 chuyến bay một tuần từ các trung tâm tỉnh đến các trung tâm sum
Năm 1987, hãng bắt đầu các hoạt động quốc tế thường xuyên đến Moscow, Irkutsk và Bắc Kinh (mở các văn phòng đại diện tại ba thành phố) bằng máy bay phản lực đầu tiên, một chiếc Tupolev Tu-154 thuê từ Aeroflot.

### Thời kỳ hậu cộng sản
Năm 1992, MIAT đã mua năm máy bay chở khách Y-12 của Trung Quốc cho các chuyến bay nội địa. Cùng năm đó, chủ tịch của Tập đoàn Hanjin (công ty mẹ của Korean Air) đã tặng một chiếc Boeing 727-200 cho hãng hàng không này, và hai chiếc nữa được mua vào những năm sau đó. Ba chiếc máy bay này được sử dụng cho đến năm 2003. Năm 1993, MIAT trở thành một doanh nghiệp nhà nước độc lập.
Hoạt động quốc tế bên ngoài Liên Xô và Trung Quốc bắt đầu vào năm 1995 với các chuyến bay thường lệ đến Seoul, sau đó là các chuyến bay đến Berlin và Osaka vào năm 1996.
Một chiếc Airbus A310 được thuê vào năm 1998, trở thành chiếc máy bay Airbus đầu tiên của MIAT.
Những năm 1990 là thời kỳ không ổn định trong hồ sơ an toàn của MIAT, với bốn vụ tai nạn của máy bay An-2, An-24 và Harbin Y-12 khiến 139 người tử vong. Vụ tai nạn chết người gần đây nhất là vào năm 1998.
Một chiếc Boeing 737 được thuê vào năm 2002 để thay thế đội bay 727-200 đã cũ và cùng năm đó các chuyến bay đến Tokyo được đưa vào khai thác.
Từ năm 2003 đến năm 2008, đội bay An-24 và An-26 của MIAT đã dần được cho nghỉ hưu. Vào tháng 4 năm 2008, MIAT đã nhận được chiếc máy bay Boeing 737-800 thứ hai theo hợp đồng thuê từ CIT Aerospace. Vào tháng 7 năm 2008, MIAT đã chấm dứt hoàn toàn các chuyến bay nội địa theo lịch trình, tạm thời nối lại các chuyến bay nội địa theo lịch trình đến Mörön và Khovd vào tháng 6 năm 2009.
Vào cuối năm 2009, MIAT đã thực hiện các chuyến bay thuê bao đến Hồng Kông và Tam Á, một thành phố nghỉ dưỡng nổi tiếng ở Hải Nam, Trung Quốc. Vào tháng 6 năm 2010, các chuyến bay của hãng hàng không này đã phải dừng lại do cuộc đình công của thợ máy. Tuy nhiên, tình hình đã được giải quyết bằng cách thay thế Tổng giám đốc điều hành và Giám đốc kỹ thuật.
Vào đầu năm 2011, MIAT đã ký một thỏa thuận với Air Lease Corporation để thuê hai chiếc Boeing 767-300ER cũ của China Eastern Airlines cho đến năm 2013. Chiếc máy bay đầu tiên đi vào hoạt động vào tháng 5 năm 2011 và chiếc thứ hai vào tháng 11 năm 2011. IVào năm 2011, Airbus A310 đã được cho nghỉ hưu sau 13 năm phục vụ MIAT Mongolian Airlines.

### Đội bay toàn Boeing
Vào tháng 6 năm 2011, MIAT bắt đầu các chuyến bay thường lệ đến Hồng Kông. Công ty cũng đã đặt hàng ba máy bay, một chiếc Boeing 767-300ER và hai chiếc Boeing 737-800, sẽ được giao vào năm 2013 và 2016. Đơn đặt hàng này đánh dấu lần đầu tiên sau hai thập kỷ, MIAT chọn mở rộng đội bay của mình bằng cách mua máy bay mới trực tiếp từ nhà sản xuất thay vì thuê chúng.
Vào tháng 1 năm 2019, MIAT thông báo các chuyến bay đến Thượng Hải và Quảng Châu ở Trung Quốc sẽ bắt đầu vào mùa hè năm 2019. Ngoài ra, công ty cũng thông báo thuê ba máy bay Boeing 737 MAX sẽ được giao vào tháng 1, tháng 5 và tháng 10 năm 2019, qua đó thay thế hai máy bay có hợp đồng thuê sắp hết hạn vào năm 2019, cùng với việc triển khai hệ thống tự kiểm tra.
Năm 2019, có thông báo rằng MIAT đã thuê một chiếc Boeing 787-9 từ Air Lease Corporation, dự kiến giao vào năm 2021. Việc này đã bị gián đoạn do đại dịch COVID-19, dẫn đến đơn đặt hàng sửa đổi gồm hai chiếc Boeing 787-9 sẽ được giao bắt đầu từ năm 2023, với các chuyến bay được lên kế hoạch đến Thượng Hải-Phố Đông, Thành phố Hồ Chí Minh, Singapore và San Francisco.

### Đại dịch và hậu đại dịch
Trong đại dịch COVID-19 vào ngày 21 tháng 6 năm 2020, MIAT đã thực hiện chuyến bay không dừng đầu tiên (với mục đích hồi hương và viện trợ) giữa Mông Cổ và Bắc Mỹ trong lịch sử bằng một chiếc Boeing 767-300 bay giữa Ulaanbaatar và Seattle. Hãng đã thực hiện các dịch vụ hồi hương và thuê chuyến tương tự trong thời gian đại dịch đến Sydney và Johannesburg, bay đến các lục địa Úc và Châu Phi lần đầu tiên.
Vào tháng 10 năm 2022, MIAT trở thành hãng hàng không đầu tiên đưa máy bay Boeing 737-MAX vào Trung Quốc sau khi cơ quan quản lý bay của nước này ra lệnh cấm bay đối với tất cả máy bay 737 MAX vào tháng 3 năm 2019.
Bắt đầu từ tháng 6 năm 2023, MIAT đã nối lại các hoạt động trong nước, với các chuyến bay đến bảy điểm đến mới tại Mông Cổ cũng như khởi động lại các chuyến bay đến Khovd và Mörön sau 15 năm. Điều này được thực hiện theo chương trình '2023-2025 - Những năm đến thăm Mông Cổ' của chính phủ nhằm thúc đẩy và hỗ trợ du lịch tại Mông Cổ. Là một phần của sự thay đổi này, MIAT đã thuê ướt một chiếc Bombardier CRJ-200 và Boeing 767 để tăng sức chứa.
Vào tháng 8 năm 2023 và tháng 4 năm 2024, MIAT đã thông báo về sự xuất hiện của hai chiếc Boeing 787, ban đầu sẽ được sử dụng để bay các tuyến đến Frankfurt, Istanbul và Seoul.
Vào tháng 4 năm 2024, MIAT đã nhận được chiếc Bombardier CRJ700 đầu tiên để sử dụng trên các tuyến bay nội địa với Thương hiệu "MIAT Regional", giúp tăng năng lực bay nội địa.

## Điểm đến
|  | Điểm đến quan trọng (Focus City)                       |
|  | Điểm đến theo mùa (Seasonal)                           |
|  | Điểm đến trong tương lai (Future)                      |
|  | Sân bay căn cứ (Hub)                                   |
|  | Điểm đến chỉ có trong chuyến bay thuê chuyến (Charter) |

| Quốc gia   | Thành phố    | Sân bay                             | Ghi chú        |
| ---------- | ------------ | ----------------------------------- | -------------- |
| Đức        | Frankfurt    | Sân bay Frankfurt                   |                |
| Hàn Quốc   | Busan        | Sân bay quốc tế Gimhae              |                |
| Hàn Quốc   | Seoul        | Sân bay quốc tế Incheon             |                |
| Hồng Kông  | Hồng Kông    | Sân bay quốc tế Hồng Kông           |                |
| Mông Cổ    | Altai        | Sân bay Altai                       |                |
| Mông Cổ    | Bayankhongor | Sân bay Bayankhongor                |                |
| Mông Cổ    | Choibalsan   | Sân bay Choibalsan                  |                |
| Mông Cổ    | Dalanzadgad  | Sân bay Dalanzadgad                 |                |
| Mông Cổ    | Khovd        | Sân bay Khovd                       |                |
| Mông Cổ    | Mörön        | Sân bay Mörön                       |                |
| Mông Cổ    | Ölgii        | Sân bay Ölgii                       |                |
| Mông Cổ    | Ulaanbaatar  | Sân bay quốc tế Chinggis Khaan      | Sân bay căn cứ |
| Mông Cổ    | Ulaangom     | Sân bay Ulaangom                    |                |
| Mông Cổ    | Uliastai     | Sân bay Uliastai Donoi              |                |
| Nhật Bản   | Osaka        | Sân bay quốc tế Kansai              |                |
| Nhật Bản   | Tokyo        | Sân bay quốc tế Narita              |                |
| Thái Lan   | Bangkok      | Sân bay quốc tế Suvarnabhumi        |                |
| Thái Lan   | Phuket       | Sân bay quốc tế Phuket              |                |
| Thổ Nhĩ Kỳ | Istanbul     | Sân bay Istanbul                    |                |
| Trung Quốc | Bắc Kinh     | Sân bay quốc tế Thủ đô Bắc Kinh     |                |
| Trung Quốc | Quảng Châu   | Sân bay quốc tế Bạch Vân Quảng Châu |                |
| Việt Nam   | Phú Quốc     | Sân bay quốc tế Phú Quốc            | Theo mùa       |
| Việt Nam   | Hồ Chí Minh  | Sân bay quốc tế Tân Sơn Nhất        |                |

## Đội bay

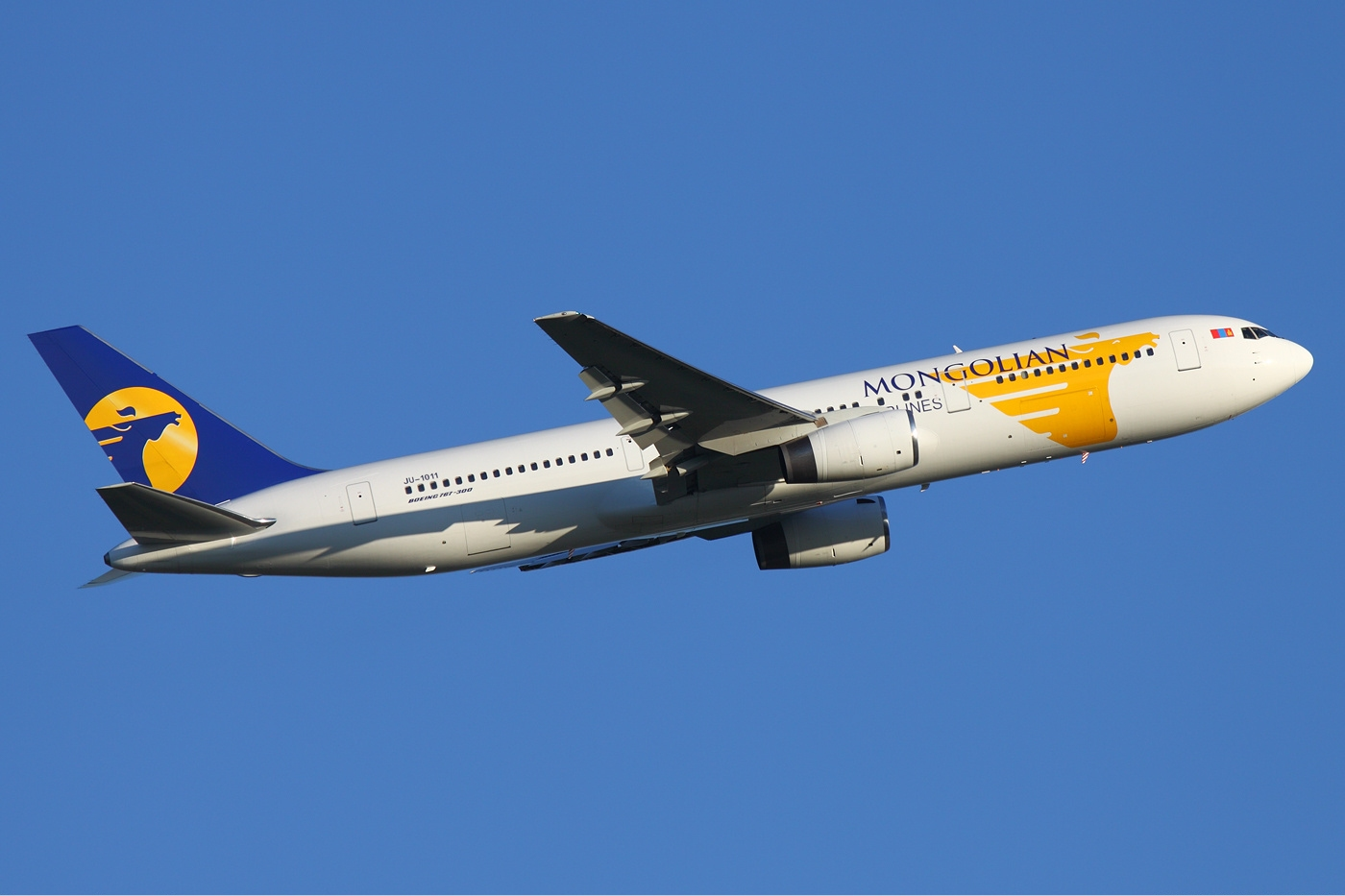
Mongolian Airlines Boeing 767-300

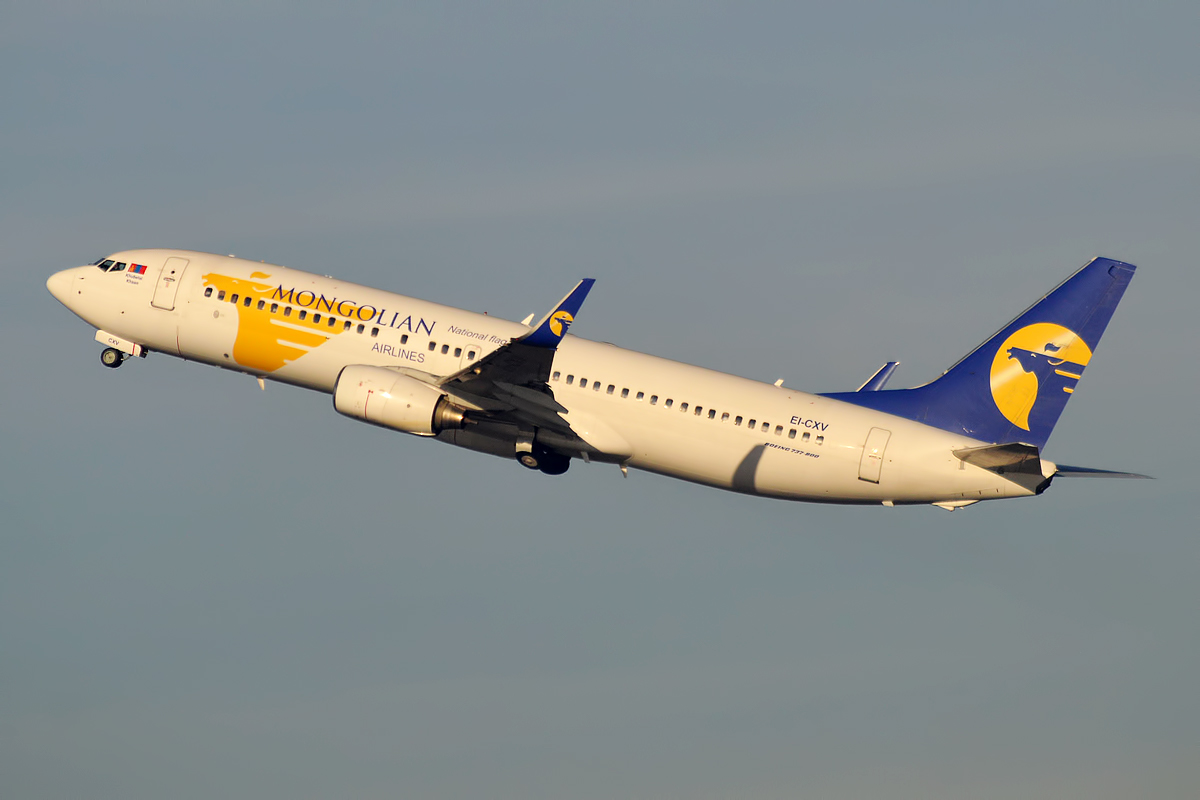
Mongolian Airlines Boeing 737-800

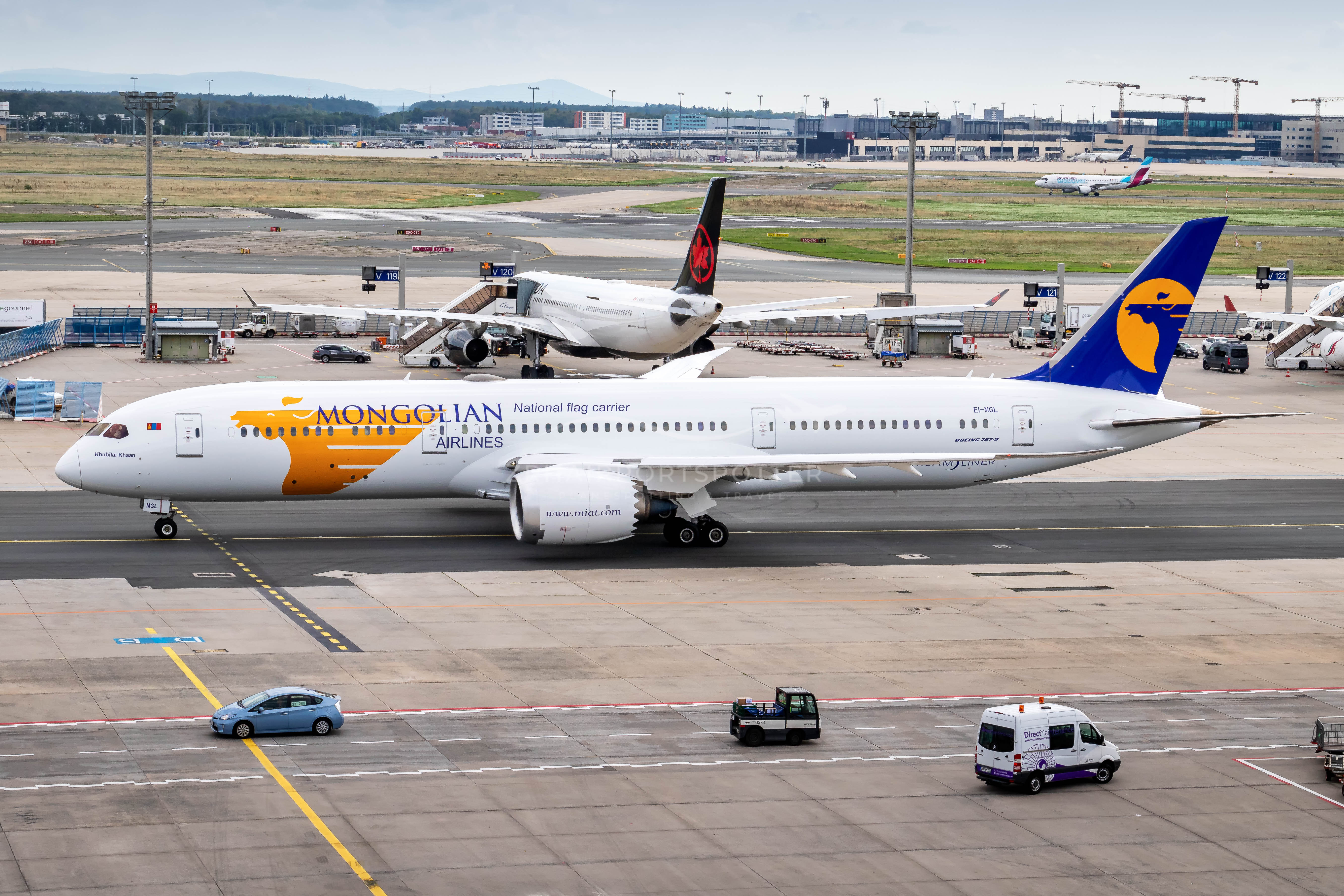
Mongolian Airlines Boeing 787-9

Tính đến tháng 1 năm 2024, đội tàu bay của MIAT Mongolian Airlines gồm có các máy bay sau với tuổi trung bình 14,3 năm:
| Máy bay                                  | Đang hoat động | Đặt hàng | Hành khách | Hành khách | Hành khách | Hành khách | Ghi chú |
| Máy bay                                  | Đang hoat động | Đặt hàng | C          | W          | Y          | Tổng       | Ghi chú |
| ---------------------------------------- | -------------- | -------- | ---------- | ---------- | ---------- | ---------- | ------- |
| Boeing 737-800                           | 3              | —        | 12         | —          | 150        | 162        |         |
| Boeing 737-800                           | 3              | —        | 12         | —          | 156        | 168        |         |
| Boeing 737-800                           | 3              | —        | 12         | —          | 162        | 174        |         |
| Boeing 737 MAX 8                         | 1              | 3        | 12         | —          | 150        | 162        |         |
| Boeing 767-300ER                         | 1              | —        | 15         | —          | 237        | 252        |         |
| Boeing 787-9                             | 1              | 1        | 30         | 36         | 226        | 292        |         |
| Đội bay chở hàng MIAT Mongolian Airlines |                |          |            |            |            |            |         |
| Boeing 757-200PCF                        | 1              | —        | Chở hàng   | Chở hàng   | Chở hàng   | Chở hàng   |         |
| Tổng cộng                                | 7              | 4        |            |            |            |            |         |